# 范徹 (伊利諾伊州)
范徹（英語：Fancher）是位於美國伊利諾伊州謝爾比縣的一個非建制地區。該地的面積和人口皆未知。

## 地理
范徹的座標為39°16′03″N 88°46′23″W / 39.26750°N 88.77306°W，而該地的平均海拔高度為186米（即610英尺）。